# Кубай Роман Анатолійович
Роман Анатолійович Кубай — старший сержант Збройних сил України, учасник російсько-української війни, що загинув у ході російського вторгнення в Україну у 2022 році.

## Життєпис
Роман Анатолійович Кубай народився у багатодітній родині 29 січня 1991 року в селі Гербіне Балтського району Одеської області. У 2010 році закінчив Гербінську школу I—II ступенів. Навчався в школі добре, був активним, ввічливим, добре вихованим, спортивним. Був люблячим сином та піклувався про братів та сестер.
У 2013 році разом із сім'єю переїхав до села Бірківка Менського району (нині Корюківський) Чернігівської області.
З 2015 року Роман пішов служити у Збройні сили України за контрактом, був учасником АТО/ООС. Перебував на службі в різних військових частинах, зокрема у військовій частині А1815. З 2018 року продовжив контрактну службу, тож про повномасштабне вторгнення Росії дізнався, вже будучи у лавах Збройних Сил України. Разом із побратимами Роман давав гідну відсіч загарбнику, борючись за світле майбутнє рідної землі.
9 березня 2022 року під час виконання бойового завдання в районі міста Ізюм на Харківщині Кубай Роман загинув.
14 березня 2022 року тимчасово був похований в смт Слобожанське Дніпропетровської області.
Старшого сержанта Романа Кубая Указом президента України від 5 квітня 2022 року посмертно нагороджено орденом «За мужність» III ступеня — за особисту мужність і самовіддані дії, виявлені у захисті державного суверенітету та територіальної цілісності України вірність військовій присязі.

## Нагороди
- Орден «За мужність» III ступеня (2022, посмертно) — за особисту мужність і самовіддані дії, виявлені у захисті державного суверенітету та територіальної цілісності України, вірність військовій присязі.